# Nhà thờ chính tòa Toledo
Nhà thờ chính tòa tổng giáo chủ Thánh Mary của Toledo (tiếng Tây Ban Nha: Catedral Primada Santa María de Toledo) là một nhà thờ chính tòa giáo hội Công giáo Rôma ở Toledo, Tây Ban Nha, trung tâm của Giáo phận công giáo Công giáo của Toledo.
Nhà thờ chính tòa Toledo là một trong ba nhà thờ thế kỷ 13 kiến trúc Gothic ở Tây Ban Nha, theo quan điểm của nhiều nhà chức trách là một kiệt tác  của phong cách Gothic ở Tây Ban Nha. Nhà thờ được xây dựng năm 1226 dưới sự cai trị của Ferdinand III.